# Хасанбегович, Мирза
Мирза Хасанбегович (босн. Mirza Hasanbegović; род. 19 июля, 2001, Стокгольм, Швеция) —  боснийский футболист, нападающий клуба «Домжале».

## Карьера
Выступал в молодёжке шведского клуба «АИК».

### «Локомотив»
В феврале 2020 года перешёл в «Локомотив» из Пловдива. Дебютировал в Первой лиге Болгарии 7 марта 2020 года в матче с клубом «Витоша».

### «Венеция»
19 сентября 2020 года стал игроком итальянской «Венеции».

### «Горица»
В августе 2021 года отправился в аренду в «Горицу». Во Второй лиге Словении дебютировал 10 сентября 2021 года в матче с «Кркой», отметившись забитым мячом. В Кубке Словении сыграл в матче первого круга с ФК «Браво».

### «Калитея»
В январе 2022 года отправился в аренду в «Калитею». Дебютировал в Суперлиге 2 в матче с дублем «Панатинаикоса».